# Kamilló Lendvay

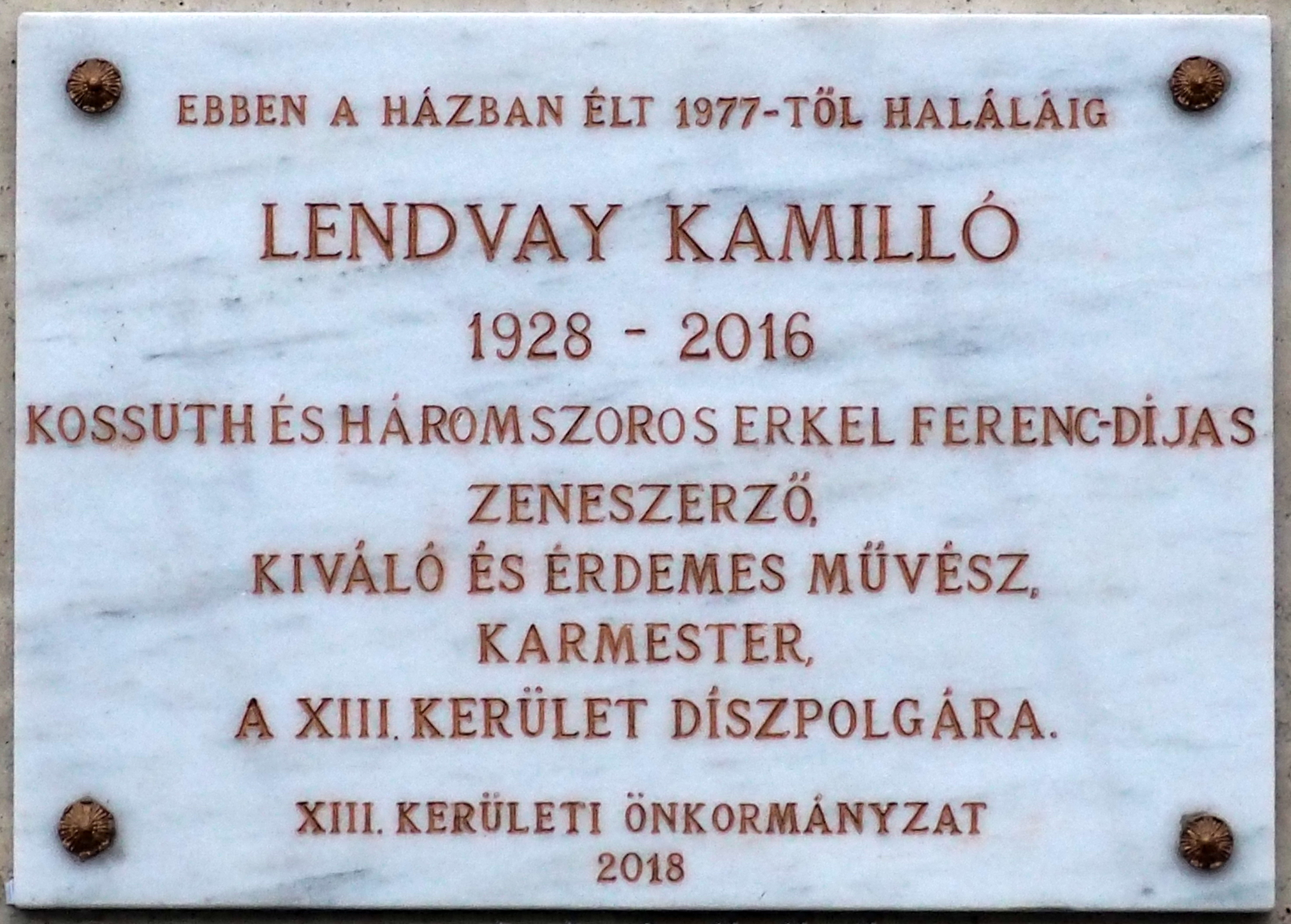
Gedenktafel an dem Gebäude, in dem er von 1977 bis zu seinem Tod lebte, und am 30. Oktober 2018 enthüllt. (Budapester Bezirk XIII., Szent István Park Nr. 23)

Kamilló Lendvay (Kamilló Lendvai; * 28. Dezember 1928 in Budapest; † 30. November 2016 ebenda) war ein ungarischer Komponist, Dirigent und Musikpädagoge.
Der Neffe des Komponisten Erwin Lendvai hatte den ersten Klavierunterricht bei Margit Varró. Später war er Schüler von György Kámán. Im Budapester Angol-Park trat er als Pianist eines sinfonischen Jazzorchesters auf. 1949 wurde er an die Franz-Liszt-Musikakademie aufgenommen, wo er Komposition bei János Viski zu studieren begann. Entgegen den Gepflogenheiten wurde er jedoch kurz nach Beginn des Studiums zum Militärdienst eingezogen. Als Soldat lernte er Trompete zu spielen und gründete ein Bläserensemble. Sein Studium an der Musikakademie beendete er daher erst 1957, wobei er in den letzten Jahren die Dirigentenklasse  von László Somogyi besuchte.
Nach dem Studium arbeitete er als Korrepetitor und Dirigent an der Oper von Szeged. Von 1960 bis 1966 war er musikalischer Leiter des Staatlichen Puppentheaters, danach bis 1968 künstlerischer Leiter des Kunstensembles der Ungarischen Volksarmee. Das Budapester Operettentheater leitete er von 1970 bis 1974. Ab 1972 unterrichtete er Musiktheorie an der Musikakademie, zunächst als Dozent, später im Rahmen einer Professur. Von 1977 bis 1995 leitete er dort die Abteilung Musiktheorie.
Lendvays kompositorisches Werk umfasst Bühnenwerke, Oratorien, Orchester- und Kammermusik und Werke für Soloinstrumente. Sein Pezzo concertato für Cello gewann den Zweiten Preis beim Internationalen Kompositionswettbewerb in Triest. Die Aufnahme seiner Oper Die ehrbare Dirne wurde 1979 mit dem Grand Prix International du Disque Lyrique ausgezeichnet. 1962, 1964 und 1978 erhielt Lendvay den Ferenc-Erkel-Preis, 1989 und 2005 den Bartók-Pásztory-Preis und 2003 den Kossuth-Preis und den Artisjus-Musikpreis.